# میفلاور، شهرستان امپریال، کالیفرنیا
میفلاور (به انگلیسی: Mayflower) یک منطقهٔ مسکونی در ایالات متحده آمریکا است که در شهرستان ایمپریال، کالیفرنیا واقع شده‌است. میفلاور -۴۴ متر بالاتر از سطح دریا واقع شده‌است.